# Нужные люди (фильм, 1986)
«Нужные люди» — советский художественный телефильм 1986 года режиссёра Владимира Аленикова, сатирическая комедия.

## Сюжет
Фильм на злободневную в 1980-е годы тему — «блат» и разгульную жизнь полную достатка узкого круга лиц, имеющих «связи» и хорошие должности.
Сюжет развивается на фоне любовного треугольника, состоящего из простого парня-строителя, девушки и директора ресторана.
Текст из главной в фильме песни «Монолог-кредо „нужного“ человека»:
А у меня всё схвачено 

За всё давно заплачено

И жизнь моя налажена

На зависть всем

Везде места заказаны

И кое-чем обязаны

Такие люди разные

Что нет проблем.

## В ролях
- Алексей Весёлкин — Алёша, молодой строитель, влюбившийся в тренера по плаванию Олю
- Тамара Акулова — Оля, тренер по плаванию (озвучивала Марина Дюжева)
- Николай Караченцов — концертмейстер, певец
- Александр Панкратов-Чёрный — директор ресторана Игорь Александрович
- Семён Фарада — директор бассейна Георгий Михайлович
- Любовь Полищук — тренер по аэробике
- Станислав Садальский — директор магазина мехов
- Борислав Брондуков — сторож Петрович
- Михаил Светин — завсекцией магазина
- Олег Шкловский — фотограф
- Ольга Гобзева — преподавательница танцев
- Николай Добрынин — строитель Коля
- Элгуджа Бурдули — строитель
- Игорь Нефёдов — строитель
- Юрий Медведев — Сидор Никанорович
- Михаил Кокшенов — тренер по боксу Фёдор
- Наталья Крачковская — соседка Оли по дому
- Ольга Спиркина
- Алексей Гарнизов
- Владимир Епископосян — эпизод в ресторане
- Владислав Дружинин — журналист
- Вадим Александров — «Люсик», сосед Оли по дому
- Григорий Дунаев — Танцор
- Виктор Фокин — заикающийся строитель
- Михаил Муромов — вышибала в ресторане

## Съёмочная группа
- Режиссёр: Владимир Алеников
- Авторы сценария: Лион Измайлов и Анатолий Трушкин
- Оператор: Валентин Халтурин
- Композитор: Лора Квинт
- Тексты песен: Владимир Алеников при участии Вадима Зеликовского
- Хореограф: Владислав Дружинин

## Песни, прозвучавшие в фильме
- Признаки любви («Когда внезапно голову теряешь…»)
- Аэробика («Всё забываем в этот миг…»)
- Монолог «нужного» человека («А у меня всё схвачено…»)
- Ироническая кадриль («Ах, скажи на милость…»)
- Танго («Образ твой меня тревожит…»)
- Песня «нужных» людей о красоте («На красоту повышен спрос…»)
- Большой вальс («Ты бываешь капризна порой…»)

Все тексты песен написал Владимир Алеников при участии Вадима Зеликовского. Исполняет Николай Караченцов.

## Отзывы
Если история слабовата, ничего не поможет. … Я когда-то сам на этом споткнулся. Был в моей биографии один фильм — «Нужные люди». Это был фильм по чужому сценарию — единственный раз, когда я делал картину по чужому сценарию. … Я видел все слабости сценария,… Я решил, что все эти слабости преодолею. Я туда песен понаписал, музыкальных номеров всяких вставных понаделал, столько виньеток вокруг накрутил, чего только не придумал — а история-то по-прежнему слабая,… Это картина, за которую мне больно до сих пор. К тому же в результате того, что я много разного и по тем временам почти крамольного и сатирического напридумывал в этой картине, её потом здорово порезали и покромсали.— Алеников В. М. «Свой почерк в режиссуре»